# Vigilancia de género
La vigilancia de género es la imposición o ejecución de expresiones de género normativas sobre un individuo cuando su comportamiento o apariencia no se perciben como correctos de acuerdo al sexo que se le asignó al nacer.  La vigilancia de género sirve para devaluar o deslegitimar las expresiones que se desvían de las concepciones normativas de género, reforzando así el binarismo de género.

## En la infancia
La expresión de género de un individuo es en primera instancia vigilado por su padres, así como otras autoridades mayores como los maestros y cuidadores desde una edad muy temprana. La vigilancia de género es parte del proceso de "adquisición de género" de los niños, en el que se les socializa de una manera considerada convencional, adecuada a su sexo. Una vez que a los niños se les enseñan las normas de género y la experiencia de su aplicación, es probable que empiecen a vigilar a otras personas, tanto a sus compañeros como a sus mayores.
Una gran cantidad de literatura sobre el género y el comportamiento de los padres hacia sus hijos indica que dos patrones de tipificación de género por parte de padres están bien documentados. En primer lugar, los padres son más propensos que las madres a hacer cumplir las fronteras del género, o vigilar las expresiones de género de sus hijos. En segundo lugar, tanto los padres como las madres hacen cumplir las fronteras del género más frecuentemente con los niños que con las niñas.
La investigación sobre la vigilancia de género de los padres ha demostrado que los hijos de madres que muestran rasgos o comportamientos tradicionalmente masculinos reciben mayor aceptación social que los hijos de los padres que exhiben tendencias tradicionalmente femeninas. Muchos expertos en la materia afirman que esto se debe al mayor valor asignado a los rasgos o comportamientos "masculinos" en comparación con los "femeninos". Al menos un estudio indica que los padres, a través de lugares de socialización celebran y animan a sus hijas en edad preescolar a no participar en conformidad de género, como el uso de ropa de temática deportiva y la participación en actividades tradicionalmente masculinas. Sin embargo, otras investigaciones indican que, en parte debido a presiones de los padres, con frecuencia se abandonan en la adolescencia rasgos o tendencias de comportamiento como "marimachas", niños "femeninos" o niñas "masculinas";  o adoptan un desempeño femenino pero conservan muchas habilidades y rasgos masculinos. La presión para ajustarse a las normas de género aumentan con la edad y a menudo se manifiesta en las niñas que son "instruidas o avergonzadas para ajustarse a la feminidad tradicional en el vestir, la apariencia, la postura, la forma, los intereses, etc."
La investigación etnográfica en preescolares también ha contribuido al cuerpo de conocimientos relacionados con la vigilancia de género. Esta investigación ha sugerido que los profesores dan a sus estudiantes las instrucciones de género acerca de qué hacer con sus cuerpos. En la mayoría de las escuelas, los maestros dieron instrucciones corporales explícitas con más frecuencia a los niños que a las niñas, lo que indica que la vigilancia de género se aplicaba más a los cuerpos de los chicos que a los de las niñas. Sin embargo, esto puede deberse a que los profesores eran más contundentes con sus instrucciones a las niñas, quienes también eran generalmente más rápidas para seguir instrucciones; por tanto, los maestros no tenían que repetirse tan a menudo. Los profesores también eran más propensos a ordenar a los niños que dejasen de realizar una actividad (por ejemplo, correr, lanzar objetos), mientras que en el caso de las niñas eran más propensos a instruirlas a alterar su comportamiento. Por ejemplo, a las niñas se les dieron instrucciones directas tales como "habla con ella, no grites, siéntate aquí, recoge eso, ten cuidado, sé amable, dame eso, ponlo ahí abajo". Como resultado, hay disponibles un mayor número de actividades para los niños que para las niñas, porque, a pesar de que a ellos se les disuada de algunas, no se les instruye a realizar actividades específicas tan a menudo como ocurre con las niñas. Según Martin, el académico y sociólogo que llevó a cabo esta investigación "La generización del cuerpo [gendering of the body, en inglés] durante la infancia es la base sobre la que se produce una posterior generización del cuerpo a lo largo de la vida. La generización de los cuerpos de los niños hace que las diferencias de género se sientan y parezcan naturales, lo cual permite que esas diferencias corporales surjan a lo largo de la vida ".

## En la adolescencia
La adolescencia es una etapa de desarrollo en la que los grupos de pares son especialmente importantes, y las relaciones entre pares tienen primacía sobre las relaciones familiares. También es una etapa durante la cual la vigilancia de género entre pares se vuelve cada vez más común. Los adolescentes ya han estado expuestos, durante la infancia, a las expresiones de género normativas y a las expectativas sociales que tienen con respecto a éstas sus mayores. Estas expectativas se refuerzan durante la adolescencia, en gran parte debido a la vigilancia de género ejercida entre los propios adolescentes. En esta (y cada) etapa de desarrollo, la vigilancia de género es especialmente frecuente en ambientes explícitamente marcadas por género, como baños, vestuarios y equipos deportivos.
Dude, You're a Fag, un libro de CJ Pascoe, examina la masculinidad y la vigilancia de género en las escuelas secundarias a través de la investigación etnográfica. Pascoe se centra en gran medida del uso por parte de los adolescentes varones del insulto "maricón" para establecer su propia masculinidad, cuestionando o desafiando la de los demás. En este contexto, el uso del insulto "maricón" es una forma de vigilancia de género, aplicada a menudo a los chicos que carecen de destreza heterosexual o cuya masculinidad o fuerza es considerada insuficiente. Según Pascoe, "[la identidad marica] es lo suficientemente fluida como para que los chicos vigilen sus comportamientos por miedo de tener adherida permanentemente la identidad marica y lo suficientemente definitiva como para que los niños reconozcan un comportamiento marica y se esfuercen por evitarlo".

## En la edad adulta
Durante la edad adulta, la vigilancia de género suele volverse más sutil. Sin embargo, para una persona cuyo género se percibe como ambiguo, aún existen formas descaradas. Éstas van desde consultas curiosas de los niños (por ejemplo, "¿Es usted un hombre o una mujer?") hasta la vigilancia de género en los baños (que se examinan en la sección siguiente). Las personas que se adhieren a la normatividad de género experimentan una vigilancia de género generalmente centrada en el comportamiento; por ejemplo, la recomendación de que se comporten de una forma más (o menos) femenina o masculina. Se disuade y avergüenza más a los hombres por su comportamiento femenino que a las mujeres por su comportamiento masculino. Existe la teoría de que esto se debe, al menos en parte, al mayor valor que se le concede socialmente a la masculinidad.

## Individuostransgénero,andróginosy de género ambiguo
La severidad de la vigilancia de género suele ser proporcional al alejamiento de la normatividad. Por ejemplo, las personas transexuales son propensas a ser víctimas de las formas más extremas y violentas de la vigilancia de género. La investigación con respecto a las presiones de la conformidad y la resistencia de género entre las personas transfemeninas (aquellas a quienes se les asignó al nacer el sexo masculino, pero que se identifican como más femeninas que masculinas) indica que estas personas experimentaron presiones "intensas y persistentes" para ajustarse a la masculinidad tradicional; temían que la exposición de su identidad de género diera lugar a un riesgo para su integridad física o un pérdida de estatus jurídico, económico o social.  Por lo tanto, las personas transexuales a menudo deben elegir entre la autopreservación y la expresión del género con el que se identifican.
La vigilancia de género es especialmente frecuente en los baños debido a la creciente importancia en entornos explícitamente marcados por género (y el binarismo forzado entre "señoras" y "caballeros"). Aunque las personas transgénero y genderqueer se encuentran a menudo en esta situación, también lo están aunque en menor medida, las personas andróginas o que muestran un género ambiguo. Para las personas con identidades de género no normativas, la elección del cuarto de baño está cargada a menudo de ansiedad, ambivalencia, y la anticipación del acoso. No es raro que las personas de género normativo alerten a los vigilantes de seguridad de la presencia de personas transexuales (o andróginas) en un cuarto de baño, con independencia de que el cuarto de baño que estén usando se ajuste a su sexo o a su identidad de género. De acuerdo con Judith/Jack Halberstam, la principal distinción entre la vigilancia de género en el baño de mujeres y en el de hombres es que en el primer caso el escrutinio no solo afecta a las mujeres trans, sino a todas las mujeres de género ambiguo; mientras que en el segundo, los varones biológicos están considerados con menos frecuencia fuera de lugar.  Además, en comparación con las mujeres trans en el baño de las mujeres, los hombres trans en el baño de hombres a menudo son objeto de un escrutinio menos severo porque los hombres son menos atentos a los intrusos que las mujeres. Sin embargo, un hombre trans en el baño de hombres es más probable que sea recibido con violencia si no consigue ser considerado por los demás como otro hombre.